# Piz dal Märc
Piz dal Märc är en bergstopp i Schweiz.   Den ligger i regionen Maloja och kantonen Graubünden, i den sydöstra delen av landet, 170 km öster om huvudstaden Bern. Toppen på Piz dal Märc är 2 948 meter över havet, eller 164 meter över den omgivande terrängen. Bredden vid basen är 2,0 km.
Terrängen runt Piz dal Märc är bergig åt sydväst, men åt nordost är den kuperad. Runt Piz dal Märc är det mycket glesbefolkat, med 3 invånare per kvadratkilometer.. Närmaste större samhälle är Sils-Segl Maria, 17,9 km öster om Piz dal Märc. 
Trakten runt Piz dal Märc består i huvudsak av gräsmarker.